# رالف فلانغن (موزع)
رالف فلانغن (بالإنجليزية: Ralph Flanagan)‏ هو عازف جاز أمريكي، ولد في 7 أبريل 1914 في لورين في الولايات المتحدة، وتوفي في 30 ديسمبر 1995 في ميامي في الولايات المتحدة.

## وصلات خارجية
- رالف فلانغن على موقع IMDb (الإنجليزية)
- رالف فلانغن على موقع ميوزك برينز (الإنجليزية)
- رالف فلانغن على موقع أول ميوزيك (الإنجليزية)
- رالف فلانغن على موقع ديسكوغز (الإنجليزية)
- رالف فلانغن على موقع قاعدة بيانات الفيلم (الإنجليزية)